# Cussy (Calvados)
Cussy ist eine französische Gemeinde mit 170 Einwohnern (Stand: 1. Januar 2022) im Département Calvados in der Region Normandie. Sie gehört zum Arrondissement Bayeux und zum Kanton Bayeux. 

## Geografie
Cussy liegt etwa sechs Kilometer westnordwestlich vom Stadtzentrum von Bayeux. Umgeben wird Cussy von den Nachbargemeinden Tour-en-Bessin im Norden und Westen, Vaucelles im Norden und Osten, Barbeville im Süden und Südosten sowie Cottun im Südwesten.

## Bevölkerungsentwicklung
| Jahr                             | 1962 | 1968 | 1975 | 1982 | 1990 | 1999 | 2006 | 2013 |
| Einwohner                        | 100  | 103  | 150  | 177  | 173  | 150  | 132  | 164  |
| Quelle: Cassini, EHESS und INSEE |      |      |      |      |      |      |      |      |

## Sehenswürdigkeiten
- Kirche Saint-Barthélemy aus dem 13./14. Jahrhundert, Monument historique seit 1927

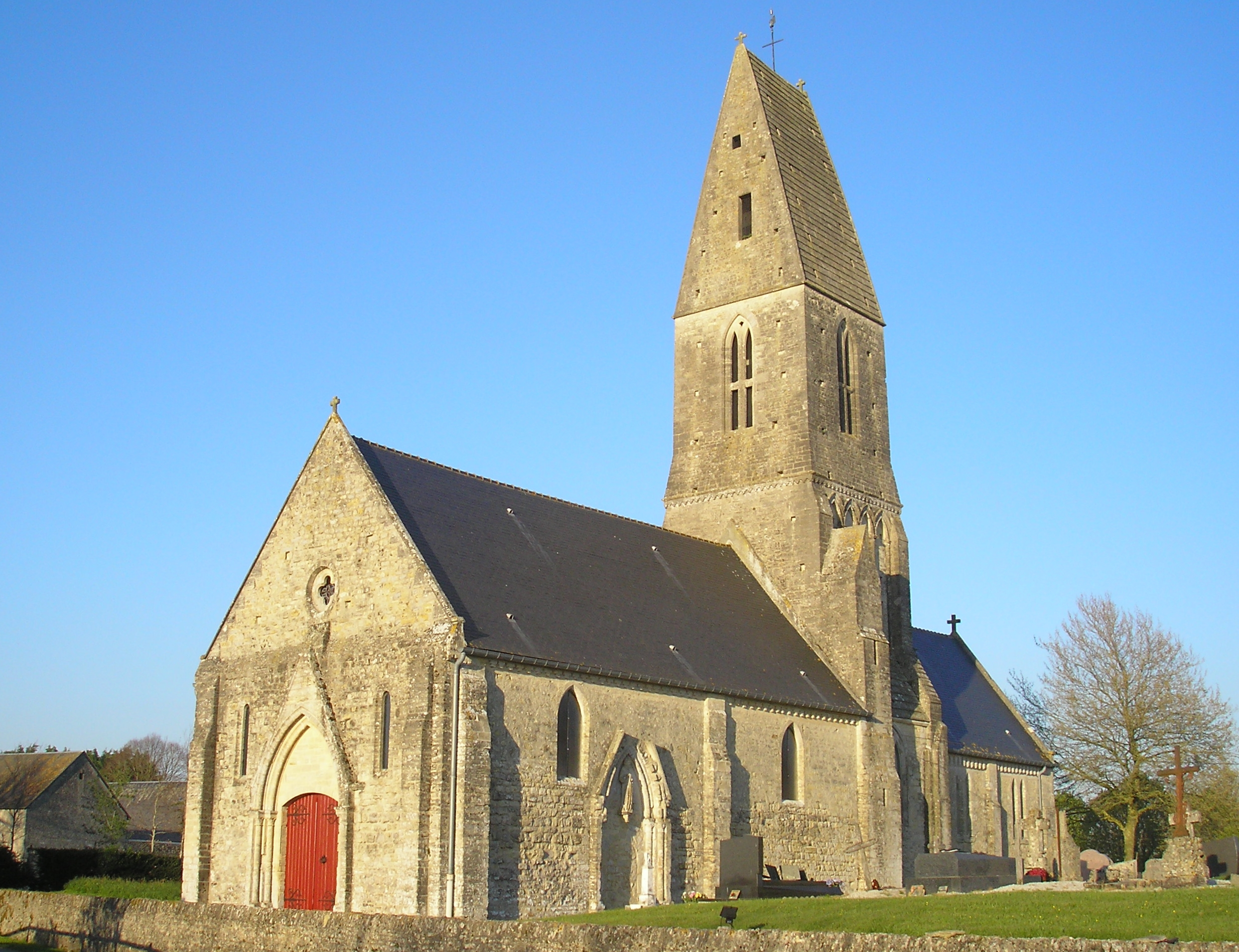
Kirche Saint-Barthélemy